# Tag der Geodäsie
Der Tag der Geodäsie wird seit 2016 jährlich vom Ausschuss Geodäsie – DGK ausgerufen. Er soll die Information der breiten Öffentlichkeit über Aufgaben und Berufsfelder der Geodäsie und Geoinformatik weiter verbessern, die Aufmerksamkeit erhöhen und vor allem Interesse von Schülerinnen und Schülern an den Themen wecken. Ziel ist es, durch eine konzertierte Aktion vielfältige öffentlichkeitswirksame Veranstaltungen an den Hochschulen zusammen mit den Berufsverbänden, Behörden und sonstigen Akteuren an zahlreichen Standorten in Deutschland möglichst gleichzeitig durchzuführen. Im Sinne der Nachwuchsgewinnung geht es um PR für das Fach Geodäsie, um Berufsaussichten sowie um die Gewinnung von Studierenden. Für den Sommer 2020 (16. bis 24. Juli) ist eine "Aktionswoche Geodäsie" an über 30 Standorten in Baden-Württemberg angedacht.
| Datum                 | Motto                                                     | Webseite                                                                   | Onlinekarte teilnehmender Standorte                                           |
| --------------------- | --------------------------------------------------------- | -------------------------------------------------------------------------- | ----------------------------------------------------------------------------- |
| 16. bis 24. Juli 2020 | Faszination Erde – Deine Zukunft                          | https://www.aktionswoche-geodaesie-bw.de/                                  | https://www.aktionswoche-geodaesie-bw.de/veranstaltungen/                     |
| 24. Mai 2019          | Arbeitsplatz Erde – so smart wie mein Phone               | http://www.dgk.badw.de/veranstaltungen-termine/tag-der-geodaesie-2019.html | https://www.google.com/maps/d/u/0/embed?mid=1-6CiZr-ek8cOTTseaXo52tlta-RjY_4n |
| 9. Juni 2018          | Galileo – ein Vermessungssystem revolutioniert den Alltag | http://www.dgk.badw.de/veranstaltungen-termine/2018-tag-der-geodaesie.html | https://www.google.com/maps/d/u/0/embed?mid=1wiAuVIN-5EoIK_8RQ_7dCV36avzLKnqT |
| 20. Mai 2017          | Geodäsie – von ganz oben sieht man besser                 |                                                                            |                                                                               |
| 4. Juni 2016          |                                                           |                                                                            |                                                                               |